# Amtsgericht Stadthagen

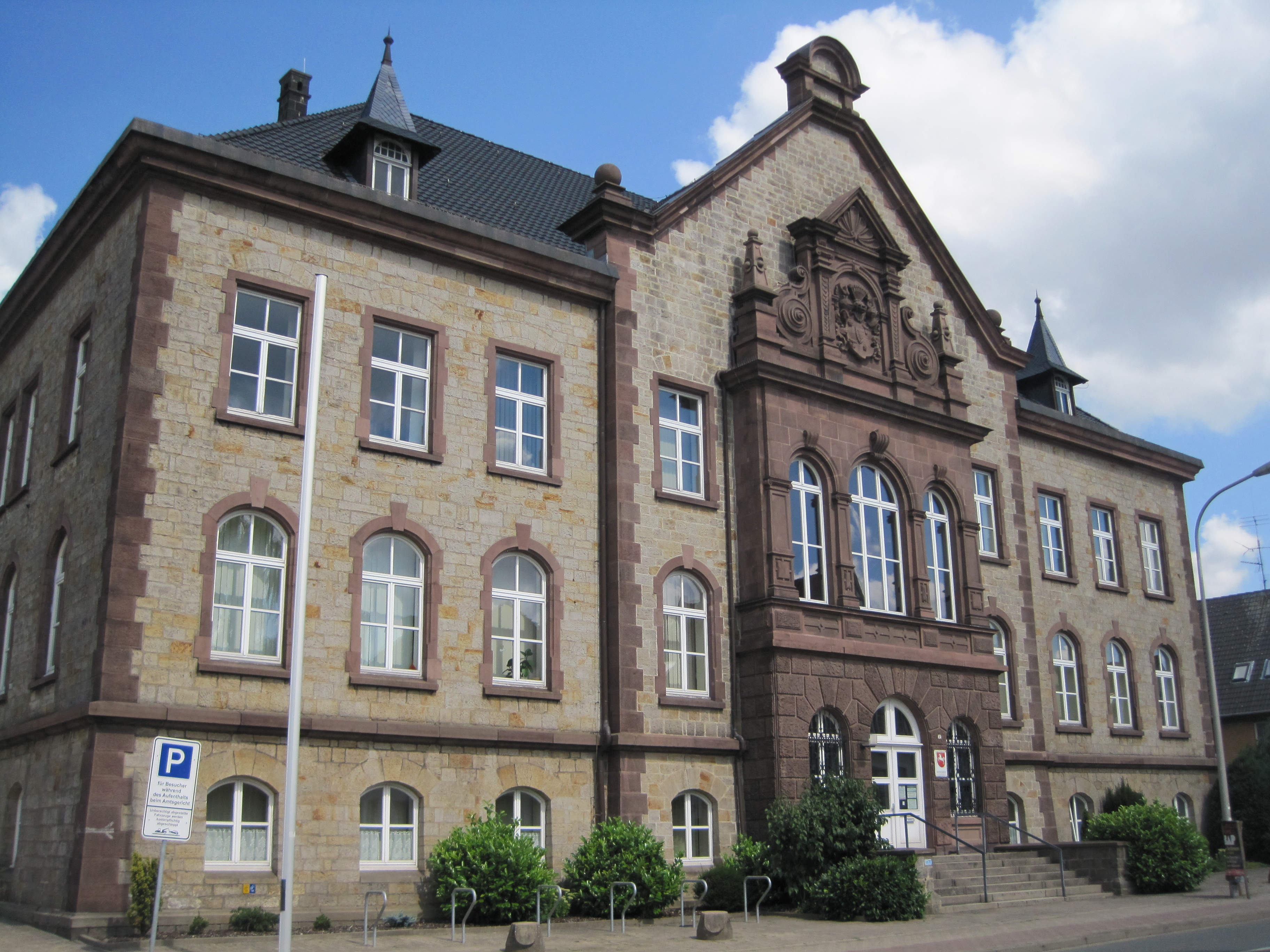
Amtsgericht Stadthagen

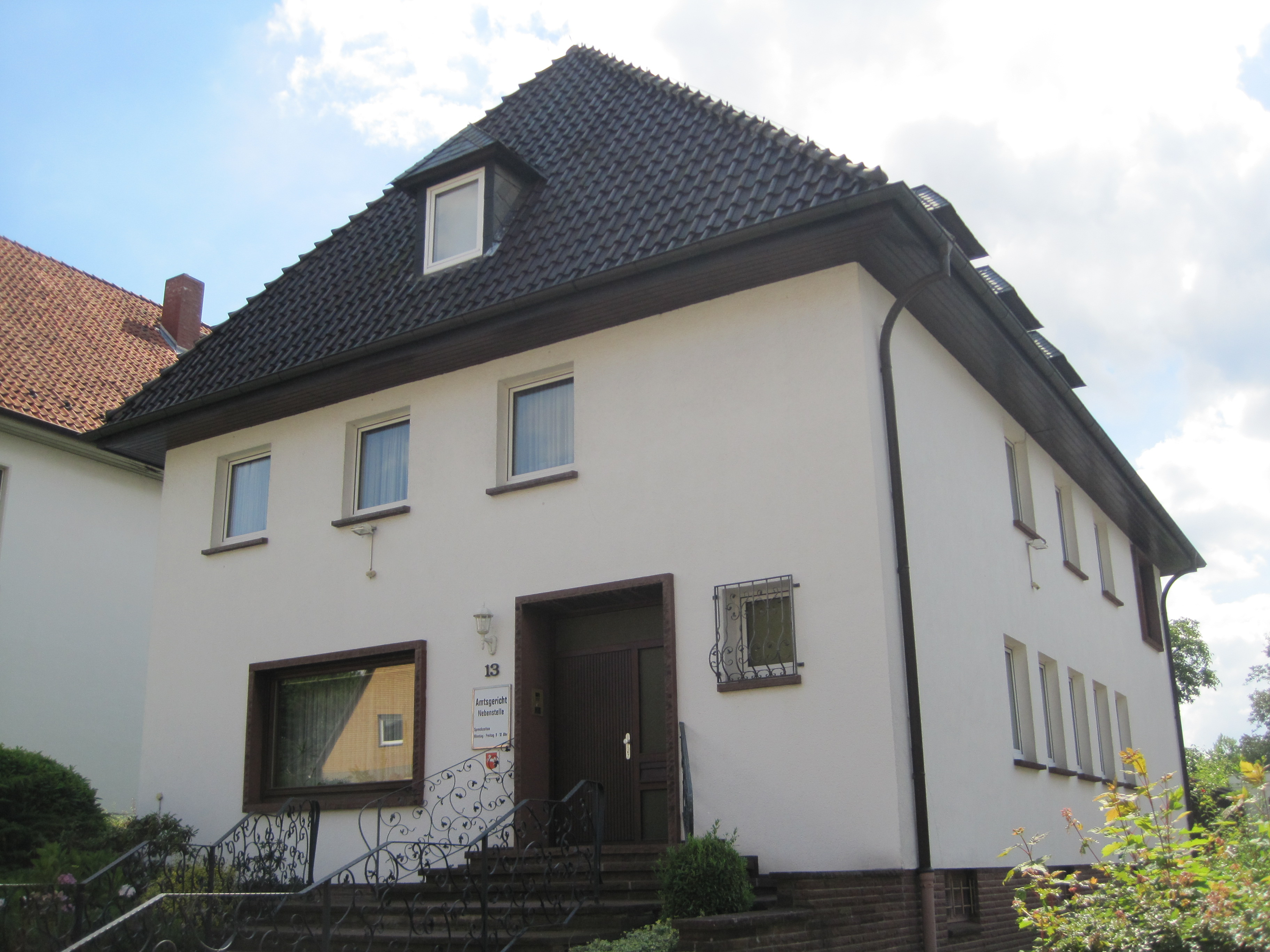
Nebenstelle des Amtsgerichts Stadthagen

Das Amtsgericht Stadthagen ist eines von drei Amtsgerichten im Landgerichtsbezirk Bückeburg. Es hat seinen Sitz in Stadthagen in Niedersachsen.
Das Amtsgericht Stadthagen ist örtlich zuständig für die Stadt Stadthagen sowie die Samtgemeinden Lindhorst, Nenndorf, Niedernwöhren, Rodenberg und Sachsenhagen. Es hat somit ca. 81.000 Gerichtseingesessene. Ihm ist das Landgericht Bückeburg übergeordnet. Zuständiges Oberlandesgericht ist das Oberlandesgericht Celle. Für Insolvenzverfahren ist das Amtsgericht Bückeburg zuständig. Das Amtsgericht Stadthagen ist zudem für das Handels- und Genossenschaftsregister des gesamten Landgerichtsbezirk zuständig.